# عفونت گوش میانی
عفونت گوش میانی  یا اوتیت میانی (otitis media) گروهی از بیماری‌های التهابی گوش میانی هستند. یکی از دو نوع اصلی آن، اوتیت میانی حاد (acute otitis media; AOM) است، عفونتی با شروع سریع که معمولاً با گوش درد ظاهر می‌شود. در کودکان خردسال، این بیماری ممکن است باعث کشیدن گوش، افزایش گریه و خواب نامناسب شود. همچنین ممکن است بی‌اشتهایی و تب وجود داشته باشد. نوع اصلی دیگر، اوتیت میانی همراه با افیوژن (otitis media with effusion; OME) است که معمولاً با علائم همراه نیست، اگرچه گاهی به صورت احساس پری گوش توصیف می‌شود؛ این بیماری به صورت وجود مایع غیر عفونی در گوش میانی تعریف می‌شود که ممکن است برای هفته‌ها یا ماه‌ها اغلب پس از یک اپیزود اوتیت میانی حاد باقی بماند. اوتیت میانی چرکی مزمن (chronic suppurative otitis media, CSOM) التهاب گوش میانی است که منجر به سوراخ شدن پرده صماخ به همراه خروج ترشح از گوش به مدت بیش از شش هفته می‌شود. این بیماری ممکن است از عوارض AOM باشد. درد به ندرت وجود دارد. هر سه نوع اوتیت میانی ممکن است با کاهش شنوایی همراه باشند. Iاگر کودکان مبتلا به کم شنوایی ناشی از OME، زبان اشاره را نمی‌آموزند، ممکن است بر توانایی یادگیری آنها تأثیر بگذارد.
علت‌ایجاد AOM به آناتومی و عملکرد سیستم‌ایمنی در دوران کودکی مربوط می‌شود. دراین بیماری، ممکن است باکتری یا ویروس دخیل باشند. عوامل خطر عبارتند از قرار گرفتن در معرض دود، استفاده از پستانک و حضور در مهدکودک. این بیماری بیشتر میان بومیان استرالیا و کسانی که شکاف لب و کام یا سندرم داون دارند، رخ می‌دهد. OME اغلب به دنبال AOM رخ می‌دهد و ممکن است با عفونت‌های ویروسی تنفسی فوقانی، محرک‌هایی مانند دود، یا آلرژی مرتبط باشد. معاینه و مشاهده پرده گوش برای رسیدن به تشخیص صحیح مهم است. علائم AOM شامل برآمدگی یا عدم حرکت پرده صماخ در مقابل یک پاف هوا است. همچنین، وجود ترشحات جدید غیرمرتبط با اوتیت خارجی، نشان‌دهنده‌این بیماری است.
برخی اقدامات، خطر ابتلا به اوتیت میانی را کاهش می‌دهند، از جمله واکسیناسیون پنوموکوک و آنفلوآنزا، تغذیه با شیر مادر و اجتناب از دود تنباکو استفاده از داروهای مسکّن برای درمان AOM مهم است. این داروها می‌توانند شامل پاراستامول (استامینوفن، acetaminophen)، ایبوپروفن (ibuprofen)، قطره گوش بنزوکائین (benzocaine)، یا مواد افیونی باشند. در AOM، آنتی‌بیوتیک‌ها ممکن است بهبودی را تسریع کنند اما عوارض جانبی هم به دنبال دارند. آنتی‌بیوتیک‌ها اغلب در افراد مبتلا به بیماری شدید یا افراد زیر دو سال توصیه می‌شوند. در افرادی که بیماری خفیف تری دارند، ممکن است فقط برای افرادی که پس از دو یا سه روز بهبود نمی‌یابند، توصیه شود. معمولاً آموکسی‌سیلین آنتی‌بیوتیک اولیه انتخابی است. در افراد مبتلا به عفونت‌های مکرر، قرار دادن لوله‌های تیمپانوستومی ممکن است عود بیماری را کاهش دهد در کودکان مبتلا به OME، آنتی‌بیوتیک‌ها می‌توانند به رفع علائم کمک کنند، اما ممکن است باعث اسهال، استفراغ و بثورات پوستی شوند
در سراسر جهان، AOM سالانه حدود ۱۱ درصد از افراد را تحت تأثیر قرار می‌دهد (حدود ۳۲۵ تا ۷۱۰ میلیون مورد). نیمی از موارد مربوط به کودکان کمتر از پنج سال است واین بیماری در بین مردان شایع تر است. از افراد مبتلا، حدود ۴٫۸ درصد یا ۳۱ میلیون نفر به CSOM مبتلا می‌شوند. تعداد کل افراد مبتلا به CSOM بین ۶۵ تا ۳۳۰ میلیون نفر تخمین زده می‌شود. تقریباً ۸۰ درصد از کودکان تا پیش از سن ده سالگی، در برهه‌ای از زمان به OME مبتلا می‌شوند. اوتیت میانی منجر به مرگ ۳٬۲۰۰ نفر در سال ۲۰۱۵ شد - که‌این رقم نسبت به سال ۱۹۹۰، با ۴٬۹۰۰ مورد مرگ‌ومیر، کاهش یافته است.

## علائم و نشانه‌ها

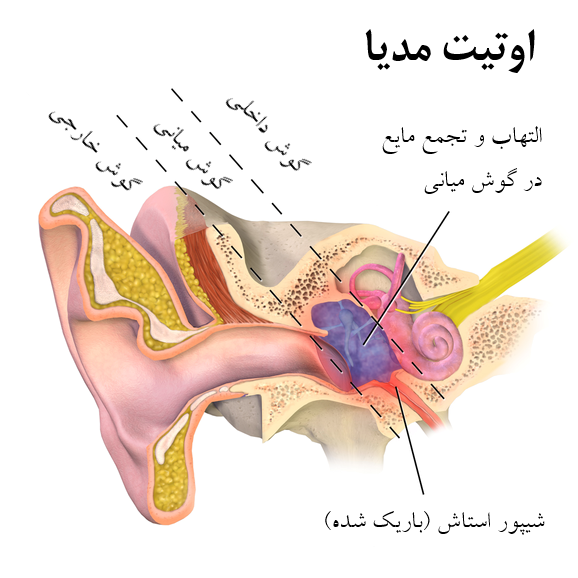
اوتیت مدیا

نشانه اصلی AOM، گوش درد است. دیگر نشانه‌های احتمالی عبارتند از تب، کاهش شنوایی در دوران بیماری، حساسیت به لمس پوست بالای گوش، ترشحات چرکی از گوش، بی‌قراری، احساس گرفتگی گوش و اسهال (در نوزادان). از آنجایی که یک اپیزود اوتیت میانی معمولاً توسط عفونت دستگاه تنفسی فوقانی (upper respiratory tract infection; URTI) تحریک می‌شود، اغلب با نشانه‌هایی مانند سرفه و ترشحات بینی نیز همراه است. همچنین ممکن است فرد احساس پری گوش را تجربه کند.
ترشح از گوش می‌تواند ناشی از AOM همراه با سوراخ شدن پرده گوش، CSOM، اتوره (ترشح از گوش) ناشی از لوله تیمپانوستومی (tympanostomy tube otorrhea) یا اوتیت خارجی حاد باشد. به علاوه، تروما مانند شکستگی قاعده جمجمه، می‌تواند به دلیل درناژ مایع مغزی-نخاعی از مغز و پوشش آن (مننژ) منجر به اتوره مایع مغزی-نخاعی (ترشح مایع مغزی-نخاعی [CSF] از گوش) شود.

## علل
علت شایع همه اشکال اوتیت میانی، اختلال در عملکرد شیپور استاش (Eustachian tube) است. این اختلال معمولاً به دلیل التهاب غشاهای مخاطی نازوفارنکس (nasopharynx)ایجاد می‌شود که ممکن است ناشی از عفونت ویروسی دستگاه تنفسی فوقانی (URTI)، گلودرد استرپتوکوکی، یا احتمالاً آلرژی باشد.
با برگشت (reflux) یا آسپیراسیون ترشحات ناخواسته از نازوفارنکس به فضای گوش میانی که به‌طور طبیعی استریل است، مایع موجود دراین فضا ممکن است اکثراً توسط باکتری‌ها عفونی شود. ویروسی که باعث عفونت اولیه دستگاه تنفسی فوقانی شده است، خود می‌تواند به عنوان پاتوژن ایجاد کننده عفونت گوش میانی نیز شناسایی شود.

## تشخیص

سوراخ شدن پرده صماخ راست ناشی از اوتیت میانی حاد شدید قبلی

از آنجا که نشانه‌های تیپیکال AOM با سایر شرایط، مانند اوتیت خارجی حاد، همپوشانی دارند، نشانه‌ها به تنهایی برای پیش‌بینی وجود AOM کافی نیستند. به همین جهت برای رسیدن به تشخیص، باید بررسی و مشاهده پرده صماخ انجام شود. برای ارزیابی میزان حرکت پرده صماخ، معاینه‌کنندگان ممکن است از اتوسکوپ پنوماتیک (pneumatic otoscope) متصل به یک بالن لاستیکی استفاده کنند. سایر روش‌ها برای تشخیص اوتیت میانی عبارتند از: تیمپانومتری (tympanometry)، بازتاب‌سنجی (reflectometry)، یا تست شنوایی.
در موارد شدیدتر بیماری، مانند مواردی که با افت شنوایی یا تب بالا همراه هستند، می‌توان از دیگر روش‌ها از جمله شنوایی‌سنجی (audiometry)، تیمپانوگرام (tympanogram)، سی تی اسکن (CT) استخوان گیجگاهی و MRI برای ارزیابی عوارض مرتبط مانند افیوژن ماستوئید (mastoid effusion)، تشکیل دمل زیر برون‌اُست  (ساب‌پریوستئال)، تخریب استخوان، ترومبوز سیاهرگی یا مننژیت استفاده کرد.
در کودکانی که علامت تورم متوسط تا شدید پرده صماخ، یا شروع جدید اتوره (درناژ) را نشان می‌دهند، AOM ناشی از اوتیت خارجی نیست. همچنین، این تشخیص ممکن است در کودکانی که تورم خفیف پرده گوش همراه با شروع جدید گوش درد (کمتر از ۴۸ ساعت) یا اریتم شدید (قرمزی) پرده گوش دارند، نیز داده شود.
برای تأیید تشخیص AOM، باید تجمع مایع در گوش میانی (افیوژن) و التهاب پرده گوش (که میرنژیت [myringitis] یا تمپانیت [tympanitis] نامیده می‌شود) شناسایی شوند. علائم‌این موارد شامل پری، تورم، کدورت و قرمزی پرده گوش است. تمایز دادن میان AOM و OME مهم است، زیرا مصرف آنتی‌بیوتیک‌ها برای OME توصیه نمی‌شود. پیشنهاد شده است که تورم پرده صماخ بهترین علامت برای افتراق AOM از OME است، وجود تورم در پرده صماخ بیشتر به AOM اشاره دارد تا OME
اوتیت ویروسی ممکن است باعث‌ایجاد تاول‌هایی در سمت خارجی پرده صماخ شود که به آن میرنژیت بولوز (bullous myringitis) گفته می‌شود (myringa در لاتین به معنای پرده گوش است).
با این حال، گاهی حتی معاینه پرده گوش ممکن است نتواند تشخیص را به‌طور قطع تأیید کند، به خصوص اگر کانال گوش کوچک باشد. اگر جرم موجود در مجرای گوش، دید واضح به پرده صماخ را مسدود کند، باید با استفاده از کورت سرامن بلانت (blunt cerumen curette) یا حلقه سیمی، آن را خارج کرد. همچنین، گریه کودک خردسال می‌تواند باعث اتساع رگ‌های خونی کوچک روی پرده گوش شده و ظاهری ملتهب به آن بدهد که شبیه قرمزی مرتبط با اوتیت میانی است.

### اوتیت میانی حاد
شایع‌ترین باکتری‌های جدا شده از گوش میانی در AOM عبارتند از: استرپتوکوک پنومونیه (Streptococcus pneumoniae)، هموفیلوس آنفلوآنزا (Haemophilus influenzae)، موراکسلا کاتارالیس (Moraxella catarrhalis) و استافیلوکوکوس اورئوس (Staphylococcus aureus).

### اوتیت میانی همراه با افیوژن
اوتیت میانی با افیوژن (OME) که همچنین به عنوان اوتیت میانی سروزی (serous otitis media, SOM) یا اوتیت میانی ترشحی (secretory otitis media, SOM) شناخته می‌شود و در اصطلاح عامیانه «گوش چسبنده» نامیده می‌شود، تجمع مایعی است که می‌تواند در گوش میانی و سلول‌های هوایی ماستوئید به دلیل فشار منفی ناشی از اختلال در عملکرد شیپور استاش رخ دهد. این بیماری می‌تواند با عفونت ویروسی دستگاه تنفسی فوقانی (URI) یا عفونت باکتریایی مانند اوتیت میانی همراه باشد. تجمع مایع (افیوژن) در صورت اختلال در انتقال ارتعاشات استخوانچه‌های گوش میانی به مجموعه عصب دهلیزی-حلزونی (که بر اثر امواج صوتی ایجاد می‌شوند) می‌تواند باعث کم شنوایی هدایتی شود.
شروع زودهنگام OME با تغذیه نوزادان در حالت خوابیده به پشت، ورود زودهنگام به مراکز نگهداری گروهی کودکان، سیگار کشیدن والدین، عدم شیردهی یا شیردهی برای مدت زمان کوتاه، و گذراندن زمان زیاد در مراکز نگهداری گروهی کودکان، به خصوص مراکز پرجمعیت، مرتبط است. این عوامل خطر بروز و طول مدت OME را در دو سال اول زندگی افزایش می‌دهند.

### اوتیت میانی چرکی مزمن
اوتیت میانی چرکی مزمن (CSOM) التهاب مزمن گوش میانی و حفره ماستوئید است که با ترشح از گوش میانی از طریق پارگی پرده صماخ به مدت حداقل ۶ هفته مشخص می‌شود. CSOM به دنبال عفونت دستگاه تنفسی فوقانی که منجر به AOM شده است، رخ می‌دهد. این عفونت منجر به یک پاسخ التهابی طولانی مدت می‌شود که باعث ادم مخاطی گوش میانی، زخم و پارگی پرده صماخ می‌گردد. در پاسخ به‌این زخم، گوش میانی سعی دارد با تولید بافت گرانوله (granulation tissue) و تشکیل پولیپ، این عارضه را ترمیم کند. این فرایند می‌تواند منجر به افزایش ترشحات و توقف بهبود التهاب، و در نهایت‌ایجاد CSOM شود که اغلب نیز با تشکیل کلستئاتوم (cholesteatoma) همراه است. ممکن است چرک به اندازه کافی وجود داشته باشد که به بیرون گوش تخلیه شود (اتوره)، یا ممکن است چرک به اندازه‌ای کم باشد که فقط در معاینه با اتوسکوپ (otoscope) یا میکروسکوپ دوچشمی (binocular microscope) دیده شود. اختلال در شنوایی اغلب بااین بیماری همراه است. افرادی که عملکرد ضعیف شیپور استاش دارند، سابقه ابتلا مکرر به AOM دارند، در مکان‌های شلوغ زندگی می‌کنند و در مراکز مراقبت روزانه کودکان حضور دارند، در معرض خطر بیشتر ابتلا به CSOM هستند. افراد مبتلا به ناهنجاری‌های جمجمه و صورت مانند شکاف لب و کام، سندرم داون، و میکروسفالی در معرض خطر بیشتری هستند.
در سراسر جهان، سالانه تقریباً ۱۱ درصد از جمعیت انسانی، برابر با ۷۰۹ میلیون مورد، به AOM مبتلا می‌شوند. حدود ۴٫۴ درصد از جمعیت به CSOM دچار می‌شوند.
طبق گزارش سازمان جهانی بهداشت، CSOM یکی از دلایل اصلی کاهش شنوایی در کودکان است. بزرگسالان مبتلا به اپیزودهای مکرر CSOM در معرض خطر بیشتری برای ابتلا به کاهش شنوایی دائمی از نوع هدایتی و حسی-عصبی قرار دارند.
در بریتانیا، ۰٫۹ درصد از کودکان و ۰٫۵ درصد از بزرگسالان به CSOM مبتلا هستند، و از نظر جنسیتی تفاوتی وجود نداشت. بروز CSOM در سراسر جهان به‌طور چشمگیری متفاوت است، به گونه‌ای که در کشورهای با درآمد بالا شیوع نسبتاً پایینی دارد، در حالی که در کشورهای کم درآمد ممکن است شیوع‌این بیماری تا سه برابر بیشتر باشد. سالانه ۲۱٬۰۰۰ نفر در سراسر جهان به دلیل عوارض ناشی از CSOM جان خود را از دست می‌دهند.

### اوتیت میانی چسبنده
اوتیت میانی چسبنده (adhesive otitis media) زمانی رخ می‌دهد که پرده گوش نازک و فرورفته به فضای گوش میانی کشیده شود و به استخوانچه‌ها و دیگر استخوان‌های گوش میانی بچسبد.

## پیشگیری
AOM در نوزادانی که با شیر مادر تغذیه می‌شوند، نسبت به نوزادانی که با شیر خشک تغذیه می‌شوند، بسیار کمتر شایع است،  و بیشترین میزان محافظت در برابر این عفونت با تغذیه انحصاری با شیر مادر (بدون استفاده از شیر خشک) در شش ماه اول زندگی مرتبط است. همچنین، مدت زمان طولانی‌تر شیردهی با تأثیر محافظتی طولانی‌تر در ارتباط است.
واکسن‌های کنژوگه پنوموکوک (pneumococcal conjugate vaccines, PCV) در اوایل دوران نوزادی، خطر ابتلا به AOM را در نوزادان سالم کاهش می‌دهد. واکسیناسیون PCV برای همه کودکان توصیه می‌شود، و در صورت اجرای گسترده، مزیت قابل توجهی برای سلامت عمومی خواهد داشت. به نظر می‌رسد واکسیناسیون آنفلوآنزا در کودکان، نرخ ابتلا به AOM را تا ۴ درصد و میزان استفاده از آنتی‌بیوتیک‌ها را تا ۱۱ درصد طی ۶ ماه کاهش می‌دهد. با این حال، این واکسن منجر به عوارض جانبی بیشتری مانند تب و آبریزش بینی می‌شود. بنابراین، کاهش اندک در نرخ ابتلا به AOM، ممکن است توجیه کننده عوارض جانبی و ناراحتی‌های‌ایجاد شده ناشی از انجام واکسیناسیون سالانه آنفلوآنزا صرفاً با هدف پیشگیری از AOM نباشد. به نظر نمی‌رسد PCV در کاهش خطر ابتلا به اوتیت میانی در نوزادان پرخطر یا کودکانی که سابقه ابتلا به AOM دارند، مؤثر باشد.
عوامل خطری همچون فصل، استعداد آلرژی و حضور خواهر و برادر بزرگ‌تر به عنوان عوامل تعیین‌کننده ابتلا به اوتیت میانی مکرر و افیوژن‌های مزمن گوش میانی (middle-ear effusions, MEE) شناخته شده‌اند. سابقه عود، قرار گرفتن در معرض دود تنباکو، حضور در مهدکودک، و عدم تغذیه با شیر مادر همگی با افزایش خطر ابتلا، عود و MEE مزمن همراه بوده‌اند. استفاده از پستانک با اپیزودهای مکرر AOM مرتبط بوده است.
در حالی که مصرف طولانی مدت آنتی‌بیوتیک‌ها نرخ عفونت را در طول درمان کاهش می‌دهد، اما تأثیر ناشناخته‌ای بر پیامدهای طولانی مدت مانند کاهش شنوایی دارد. این روش پیشگیری با ظهور باکتری‌های مقاوم به آنتی‌بیوتیک نامطلوب در گوش همراه بوده است.
شواهد متوسطی وجود دارد که نشان می‌دهد جایگزین شکر زایلیتول (xylitol) ممکن است نرخ ابتلا به عفونت را در کودکان سالمی که به مهدکودک می‌روند، کاهش دهد.
شواهد از مصرف مکمل روی به منظور کاهش نرخ اوتیت حمایت نمی‌کنند، مگر در افرادی که دچار سوء تغذیه شدید مانند ماراسموس (marasmus) هستند.
همچنین، مصرف پروبیوتیک‌ها برای پیشگیری از AOM در کودکان تأثیری اثبات شده ندارد.

## مدیریت بالینی
مسکن‌های خوراکی و موضعی اصلی‌ترین روش برای درمان درد ناشی از اوتیت میانی هستند. داروهای خوراکی شامل ایبوپروفن، پاراستامول (استامینوفن) و مخدرها (opiates) هستند. یک مرور در سال ۲۰۲۳ نشان داد که شواهدی مبنی بر اثربخشی مصرف یک یا ترکیبی از مسکن‌های خوراکی در AOM وجود ندارد. در میان داروهای موضعی، قطره گوش حاوی آنتی پیرین و بنزوکائین مؤثر بودن خود را نشان داده است. داروهای ضد احتقان (decongestants) و آنتی‌هیستامین‌ها (چه به صورت خوراکی و چه به صورت اسپری بینی) به دلیل عدم مزیت و نگرانی در مورد عوارض جانبی آن‌ها، توصیه نمی‌شوند. نیمی از موارد گوش درد در کودکان، بدون درمان خاصی طی سه روز برطرف می‌شود و ۹۰ درصد ظرف هفت یا هشت روز بهبود می‌یابند. شواهد استفاده از استروئید ها را برای درمان AOM تأیید نمی‌کند.

### آنتی‌بیوتیک‌ها
مصرف آنتی‌بیوتیک‌ها برای درمان AOM مزایا و مضراتی دارد. با توجه به‌این که بیش از ۸۲ درصد موارد حاد بدون درمان برطرف می‌شوند، برای جلوگیری از یک مورد گوش درد باید حدود ۲۰ کودک آنتی‌بیوتیک مصرف کنند، برای جلوگیری از یک مورد پاره شدن پرده صماخ نیاز به درمان ۳۳ کودک است، و برای جلوگیری از یک مورد عفونت در گوش مقابل، باید ۱۱ کودک تحت درمان قرار بگیرند. همچنین، از هر ۱۴ کودک تحت درمان با آنتی‌بیوتیک، یک کودک دچار یک دوره استفراغ، اسهال یا بثورات پوستی می‌شود. در صورت وجود درد، مسکن‌ها می‌توانند درد را تسکین دهند. مصرف پیشگیرانه آنتی‌بیوتیک در افرادی که نیاز به جراحی برای درمان OME دارند، ممکن است به کاهش خطر عوارض پس از جراحی کمک نکند.
برای AOM دوطرفه در نوزادان کمتر از ۲۴ ماه، شواهدی وجود دارد که نشان می‌دهد مزایا مصرف آنتی‌بیوتیک‌ها بر مضرات آن غالب است. یک مرور کاکرین در سال ۲۰۱۵ به‌این نتیجه رسید که رویکرد تحت نظر قرار دادن بیمار برای کودکان بالای شش ماه مبتلا به AOM غیر شدید، رویکرد بهتری است.

اکثر کودکان بالای ۶ ماه که مبتلا به AOM هستند از درمان با آنتی‌بیوتیک سود نمی‌برند. بااین حال، در صورت استفاده از آنتی‌بیوتیک، به‌طور کلی مصرف آنتی‌بیوتیک با طیف اثر محدود مانند آموکسی‌سیلین (amoxicillin) توصیه می‌گردد، زیرا ممکن است آنتی‌بیوتیک‌های گسترده‌اثر با عوارض جانبی بیشتری همراه باشند در صورت وجود مقاومت به آموکسی‌سیلین یا مصرف آن در ۳۰ روز گذشته، مصرف آموکسی‌سیلین-کلاوولانات (amoxicillin-clavulanate) یا سایر مشتقات پنی‌سیلین (penicillin derivative) به همراه مهارکننده بتالاکتاماز (beta lactamase inhibitor) توصیه می‌شود. مصرف آموکسی‌سیلین یک بار در روز ممکن است به اندازه مصرف دو بار یا سه بار در روز مؤثر باشد. در حالی که مصرف آنتی‌بیوتیک به مدت کمتر از ۷ روز، عوارض جانبی کمتری دارد، به نظر می‌رسد مصرف بیش از ۷ روز، اثرگذاری بیشتری داشته باشد. اگر پس از ۲ تا ۳ روز از درمان بهبودی حاصل نشد، ممکن است تغییر در درمان در نظر گرفته شود. به نظر می‌رسد آزیترومایسین (azithromycin) نسبت به آموکسی‌سیلین با دوز بالا یا آموکسی‌سیلین-کلاوولانات عوارض جانبی کمتری داشته باشد.

### لوله تیمپانوستومی
لوله‌های تیمپانوستومی (یا «گرومت») در موارد زیر برای درمان AOM توصیه می‌شود: سه یا بیشتر اپیزود AOM در ۶ ماه، یا چهار اپیزود یا بیشتر در یک سال، به شرطی که حداقل یک یا چند اپیزود در ۶ ماه قبل رخ داده باشد. شواهد آزمایشی وجود دارد که نشان می‌دهد در کودکان مبتلا به AOM عود کننده، کار گذاشتن لوله، منجر به کاهش متوسط در تعداد اپیزودهای AOM بعدی می‌شود (این کاهش در حدود یک مورد کمتر در ۶ ماه پس از کار گذاشتن لوله‌ها است و در ۱۲ ماه پس از آن، تأثیر کمتری دارد). شواهد از تأثیر لوله‌ها بر شنوایی یا رشد زبان در درازمدت پشتیبانی نمی‌کند. یکی از عوارض شایع کار گذاشتن لوله تیمپانوستومی، اتوره یا ترشح از گوش است. خطر سوراخ شدن دائمی پرده صماخ پس از قرار دادن گرومت در کودکان ممکن است کم باشد هنوز مشخص نیست که آیا کار گذاشتن گرومت‌ها از دوره مصرف آنتی‌بیوتیک‌ها مؤثرتر هستند یا خیر.
آنتی‌بیوتیک‌های خوراکی نباید برای درمان اتوره حاد بدون عارضه ناشی از لوله تیمپانوستومی استفاده شوند. آنها برای باکتری‌هایی که باعث‌این وضعیت می‌شوند مؤثر نیستند و با عوارض جانبی از جمله افزایش خطر ابتلا به عفونت‌های فرصت‌طلب همراه هستند. در مقابل، استفاده از قطره‌های گوش آنتی‌بیوتیک موضعی مفید است.

### اوتیت میانی همراه با افیوژن
تصمیم برای درمان‌این بیماری معمولاً پس از انجام ترکیبی از معاینه فیزیکی و تشخیص آزمایشگاهی، با آزمایش‌های تکمیلی شامل شنوایی‌سنجی، تیمپانوگرام، سی تی اسکن استخوان گیجگاهی، و MRI صورت می‌گیرد. به‌طور کلی داروهای ضد احتقان، گلوکوکورتیکوئیدها (glucocorticoids), و آنتی‌بیوتیک‌های موضعی به عنوان درمان برای موارد غیر عفونی یا سروزی افیوژن ماستوئید مؤثر نیستند. همچنین، استفاده از آنتی‌هیستامین‌ها و داروهای ضد احتقان در کودکان مبتلا به OME توصیه نمی‌شود. در موارد خفیف یا مواردی که اختلال شنوایی قابل توجهی وجود ندارد، افیوژن می‌تواند خود به خود یا با اقدامات محافظه کارانه تر مانند خود باد کردن (autoinflation) برطرف شود. در موارد شدیدتر، لوله‌های تیمپانوستومی را می‌توان کار گذاشت، احتمالاً در کنار آن انجام جراحی کمکی برداشتن لوزه سوم (adenoidectomy), زیرا تا آنجا که به رفع افیوژن گوش میانی در کودکان مبتلا به OME مربوط می‌شود، مزیت قابل توجهی نشان می‌دهد.

### اوتیت میانی چرکی مزمن
از سال ۲۰۲۰، مزیت آنتی‌بیوتیک‌های موضعی برای درمان CSOM غیرقطعی بوده است. برخی شواهد نشان می‌دهند که استفاده از آنتی‌بیوتیک‌های موضعی به تنهایی یا همراه با آنتی‌بیوتیک‌های خوراکی ممکن است مفید باشد. اثر ضدعفونی‌کننده‌ها (antiseptics) در درمان CSOM نامشخص است. به احتمال زیاد، آنتی‌بیوتیک‌های موضعی (از دسته کینولون‌ها؛ quinolones) در رفع ترشحات گوش از ضدعفونی‌کننده‌ها مؤثرتر هستند.

### طب جایگزین
طب مکمل و جایگزین برای درمان OME توصیه نمی‌شود، زیرا هیچ شواهدی از مزیت آن‌ها وجود ندارد. در مطالعه‌ای انجام شده روی کودکان، مؤثر بودن درمان‌های هومئوپاتی در درمان AOM ثابت نشد. یک تکنیک دستکاری استئوپاتیک (osteopathic manipulation technique) به نام تکنیک Galbreath در یک کارآزمایی بالینی تصادفی‌سازی و کنترل‌شده مورد ارزیابی قرار گرفت. یکی از بررسی‌کنندگان آن را امیدوارکننده دانست، اما یک گزارش شواهد در سال ۲۰۱۰، شواهد را غیرقطعی یافت.

## پیامدها
| بدون داده < ۱۰ ۱۰–۱۴ ۱۴–۱۸ ۱۸–۲۲ ۲۲–۲۶ ۲۶–۳۰ | ۳۰–۳۴ ۳۴–۳۸ ۳۸–۴۲ ۴۲–۴۶ ۴۶–۵۰ > ۵۰ |

سال‌های عمر تعدیل شده برای ناتوانی برای اوتیت مدیا به ازای هر ۱۰۰ هزار نفر جمعیت در سال ۲۰۰۴.
بدون داده
< ۱۰
۱۰–۱۴
۱۴–۱۸
۱۸–۲۲
۲۲–۲۶
۲۶–۳۰
۳۰–۳۴
۳۴–۳۸
۳۸–۴۲
۴۲–۴۶
۴۶–۵۰
> ۵۰

تعداد موارد مرگ و میر ناشی از اوتیت مدیا به ازای هر یک میلیون نفر جمعیت در سال ۲۰۱۲
۰
۱
۲–۴

عوارض AOM شامل سوراخ شدن پرده گوش، عفونت فضای ماستوئید پشت گوش (ماستوئیدیت، mastoiditis) است و به ندرت ممکن است عوارض داخل جمجمه‌ای مانند مننژیت باکتریایی، آبسه مغزی یا ترومبوز سینوس دورال (dural sinus thrombosis) رخ دهد. تخمین زده می‌شود که سالانه ۲۱٬۰۰۰ نفر به دلیل عوارض اوتیت میانی جان خود را از دست می‌دهند.

### پارگی پرده گوش
در موارد شدید یا درمان نشده، پرده صماخ ممکن است سوراخ شود و به چرک موجود در فضای گوش میانی اجازه می‌دهد تا به داخل کانال گوش تخلیه شود. این ترشح چرک اگر به اندازه کافی باشد، قابل مشاهده است. بااینکه پارگی پرده صماخ به نظر نشان دهنده یک فرایند بسیار دردناک و آسیب‌زا است، تقریباً همیشه با تسکین قابل توجه فشار و درد همراه است. در یک فرد سالم مبتلا به AOM ساده، به احتمال زیاد سیستم دفاعی بدن عفونت را برطرف می‌کند و پرده صماخ تقریباً همیشه بهبود می‌یابد. راهکاری برای AOM شدید که در آن مسکّن‌ها قادر به کنترل درد گوش نیستند، انجام تیمپانوسنتز (tympanocentesis) است. تیمپانوسنتز به معنی آسپیراسیون سوزنی از طریق پرده صماخ برای کاهش درد گوش و شناسایی ارگانیسم (های) عامل‌ایجاد کننده عفونت است.

### از دست دادن شنوایی
کودکان مبتلا به اپیزودهای مکرر AOM و آنهایی که دچار OME یا CSOM هستند، در معرض خطر بیشتری برای ابتلا به ناشنوایی هدایتی و حسی-عصبی هستند. در سراسر جهان تقریباً ۱۴۱ میلیون نفر (۲٫۱ درصد از جمعیت) درگیر ناشنوایی خفیف ناشی از اوتیت میانی هستند. این مشکل در مردان (۲٫۳ درصد) شایعتر از زنان (۱٫۸ درصد) است.
این کاهش شنوایی عمدتاً به دلیل وجود مایع در گوش میانی یا پارگی پرده صماخ است. طولانی شدن دوره اوتیت میانی با عوارض استخوانچه ای همراه است و به همراه سوراخ شدن دائمی پرده صماخ، در شدت بیماری و کاهش شنوایی نقش دارد. در صورت وجود کلستئاتوم یا بافت گرانوله در گوش میانی، میزان کاهش شنوایی و تخریب استخوانچه ای حتی بیشتر خواهد شد.
دوره‌های کاهش شنوایی هدایتی ناشی از اوتیت میانی ممکن است تأثیر مخربی بر رشد گفتار در کودکان داشته باشند. برخی از مطالعات، اوتیت میانی را با مشکلات یادگیری، اختلالات توجه و مشکلات سازگاری اجتماعی مرتبط می‌دانند. علاوه براین، ثابت شده است که افراد مبتلا به اوتیت میانی در مقایسه با افراد با شنوایی طبیعی، بیشتر دچار اختلالات مرتبط با افسردگی/اضطراب هستند. هنگامی که عفونت‌ها برطرف می‌شوند و آستانه‌های شنوایی به حالت عادی بازمی‌گردند، اوتیت میانی دوران کودکی همچنان ممکن است باعث آسیب جزئی و غیرقابل برگشت به گوش میانی و حلزون گوش شود. تحقیقات بیشتری در مورد اهمیت غربالگری همه کودکان زیر ۴ سال از نظر OME باید انجام شود.

## همه‌گیرشناسی (اپیدمیولوژی)
AOM در دوران کودکی بسیار شایع است. این بیماری شایع‌ترین وضعیتی است که مراقبت‌های پزشکی برای کودکان زیر پنج سال در ایالات متحده ارائه می‌شود. سالانه ۱۱ درصد از افراد (۷۰۹ میلیون مورد) به AOM مبتلا می‌شوند که نیمی ازاین موارد در کودکان زیر پنج سال رخ می‌دهد CSOM حدود ۵ درصد یا ۳۱ میلیون از کل موارد را درگیر می‌کند که ازاین میان، سالانه ۲۲٫۶ درصد موارد در کودکان زیر پنج سال رخ می‌دهد اوتیت میانی منجر به ۲٬۴۰۰ مورد مرگ‌ومیر در سال ۲۰۱۳ شد که‌این رقم نسبت به سال ۱۹۹۰ با ۴٬۹۰۰ مورد مرگ‌ومیر، کاهش یافته است.
بومیان استرالیایی دچار میزان بالایی از کم شنوایی هدایتی هستند که عمدتاً به دلیل شیوع گسترده بیماری گوش میانی در سنین پایین در جوامع بومی است. کودکان بومی استرالیایی به‌طور متوسط در دوران کودکی به مدت دو سال و نیم درگیر بیماری گوش میانی هستند، در حالی که‌این مدت برای کودکان غیر بومی سه ماه است. عدم درمان‌این بیماری می‌تواند منجر به از دست دادن دائمی شنوایی شود. بروز بیشتر ناشنوایی به نوبه خود به نتایج ضعیف اجتماعی، تحصیلی و عاطفی در کودکان درگیر منجر می‌شود. این کودکان با بزرگ شدن و ورود به سنین بزرگسالی، به احتمال بیشتری با مشکلات اشتغال روبرو شده و درگیر سیستم عدالت کیفری می‌شوند. تحقیقات انجام شده در سال ۲۰۱۲ نشان داد که از هر ۱۰ زندانی بومی در قلمرو شمالی، ۹ نفر دچار کاهش شنوایی قابل توجه هستند.
اندرو بوچر (Andrew Butcher)این فرضیه را مطرح کرده است که فقدان اصوات سایشی (fricatives) و فهرست‌های آوایی غیرمعمول در زبان‌های استرالیایی، ممکن است به دلیل وجود بسیار زیاد عفونت گوش میانی و در نتیجه، کاهش شنوایی در جمعیت آنها باشد. افراد مبتلا به کم شنوایی اغلب در تشخیص مصوت‌های (vowels) مختلف و شنیدن اصوات سایشی و تمایزات واک (voicing contrasts) مشکل دارند؛ بنابراین به نظر می‌رسد که زبان‌های بومی استرالیا، شباهت‌هایی با الگوی گفتار افراد کم‌شنوا نشان می‌دهند و از آن دسته از اصوات و تمایزاتی که تشخیص آن‌ها برای افرادی که در دوران کودکی دچار کاهش شنوایی شده‌اند دشوار است، پرهیز می‌کنند. در عین حال، زبان‌های استرالیایی از آن دسته تمایزات، برای مثال تمایزات مخرج حروف، که درک آن‌ها برای افراد با افت شنوایی ناشی از عفونت گوش میانی آسان‌تر است، به‌طور کامل بهره می‌برند.. این فرضیه از لحاظ تاریخی، تطبیقی، آماری و پزشکی مورد چالش قرار گرفته است.

## ریشه‌شناسی
اصطلاح اوتیت مدیا (otitis media) از ترکیب دو واژه اوتیت، در زبان یونانی باستان به معنای «التهاب گوش» و مدیا، کلمه‌ای در زبان لاتین به معنای «میانی» تشکیل شده است.